# Абросимов, Александр Викторович
Александр Викторович Абро́симов  (16 ноября 1948, Куйбышев — 20 июня 2011, Нижний Новгород) — советский и российский математик и педагог, кандидат физико-математических наук (1984).

## Биография
В 1971 году окончил механико-математический факультет Горьковского государственного университета, затем в течение года преподавал в Куйбышевском университете. Следующие четыре года работал в НИИ прикладной математики и кибернетики при Горьковском университете. Сотрудничал с таджикским математиком Л.Г.Михайловым, в 1973 году была опубликована их совместная статья об обобщенной системе Коши–Римана со многими независимыми переменными. С 1984 года, окончив аспирантуру механико-математического факультета МГУ имени М. В. Ломоносова, преподавал в Горьковском (с 1990 — Нижегородском) университете: ассистент кафедры математики радиофизического факультета, доцент кафедры теории функций механико-математического факультета, приглашённый преподаватель Высшей школы общей и прикладной физики (базовый факультет Института прикладной физики РАН и Института физики микроструктур РАН).
Участвовал в работе жюри городских математических олимпиад, читал лекции школьникам в летних физико-математических школах.
Любил музыку, в молодости был джазовым пианистом. Собрал большую DVD-коллекцию джаза, кино и компьютерных программ.
После смерти А.В.Абросимова его учениками и коллегами (в их числе профессора МГУ, ННГУ и зарубежных университетов) был составлен некролог, который университетский журнал "Вестник ННГУ" отказался печатать. Однако, журнал "Заметки американского математического общества" (Notices of the American Mathematical Society) опубликовал краткий некролог с фотографией и списком избранных трудов А.В.Абросимова.

### Семья
Отец — Виктор Николаевич Абросимов, работал в подразделениях Горьковской железной дороги.
Мать — Евгения Андреевна Володина, имела три высших образования, работала на Горьковской железной дороге.

## Научная деятельность
В 1984 году защитил кандидатскую диссертацию на тему «Комплексные дифференциальные системы и касательные уравнения Коши-Римана» (руководитель — профессор Б. В. Шабат).
Основные направления исследований:
- комплексный анализ и геометрия, в частности, геометрия CR-многообразий. Исследовал переопределённые системы уравнений с частными производными и применял развитую им технику к задачам комплексного анализа и геометрии. А. В. Абросимов доказал, что голоморфные автоморфизмы квадрики коразмерности два реализуются бирациональными преобразованиями степени два; продемонстрировал возможности средств дифференциальной алгебры в CR-геометрии; доказал, что при выполнении некоторых условий общего положения стабилизатор точки в группе автоморфизмов квадрики в Cn есть некоторая линейная группа; одним из первых начал изучение класса многообразий CR-размерности один, который до сих пор остаётся объектом активного изучения.

### Избранные труды
- О некоторых переопределённых системах с частными производными // ДАН Тадж. ССР. — 1971.. — Т. 4, № 6. (8 с., совм. с Л. Г. Михайловым).
- Обобщённая система Коши-Римана со многими независимыми комплексными переменными // ДАН СССР. — 1973. — Т. 210, № 1. (4 с., совм. с Л. Г. Михайловым).
- Система Бельтрами с несколькими независимыми комплексными переменными // ДАН СССР. — 1977. — Т. 236, № 6. (4 с.)
- Теоремы единственности для CR-функций // Деп. в ВИНИТИ. — ННГУ, 1983. — 5 с.
- Комплексные дифференциальные системы и касательные уравнения Коши-Римана // Мат. сборник АН СССР. — 1983. — Т. 122 № 4. (16 с.)
- Об интегрируемости комплексных дифференциальных систем // Дифференциальные уравнения и их приложения. — М.: МГУ, 1984. (8 с.)
- Комплексные дифференциальные системы и касательные уравнения Коши-Римана: Дис. … канд. физ.-мат. наук. — М., 1984. — 99 с.
- Комплексные дифференциальные системы и касательные уравнения Коши-Римана: Автореф. дис. … канд. физ.-мат. наук. — М., 1984. — 13 с.
- Об интегрируемости комплексных дифференциальных систем, имеющих вполне интегрируемые подсистемы // Деп. в ВИНИТИ. — ННГУ, 1984. — 4 с.
- О локально биголоморфных отображениях гиперповерхностей в комплексных пространствах // Деп. в ВИНИТИ. — ННГУ, 1985. — 13 с.
- О локальных автоморфизмах некоторых многообразий коразмерности два // Деп. в ВИНИТИ. — ННГУ, 1987. — 16 с.
- О локально биголоморфной эквивалентности гладких гиперповерхностей в С2 //ДАН СССР. — 1988. — Т. 299, № 4. (5 с.)
- Об уравнениях локальных СR-диффеоморфизмов гиперповерхностей в Cn // Деп. в ВИНИТИ. — ННГУ, 1988. — 12 с.
- Об автоморфизмах одного многообразия коразмерности, большей двух // Тез. докл. конф. по многомерному комплексному анализу. — Ташкент, 1989. — 1 с.
- О локальных автоморфизмах поверхностей CR-размерности 1 в Cn // Деп. в ВИНИТИ. — ННГУ, 1989. — 8 с.
- О линейности локально биголоморфных автоморфизмов квадрик коразмерности 2 // Депо. в ВИНИТИ. — 1992. — 10 с.
- О локальных автоморфизмах некоторых квадрик коразмерности 2 // Мат. заметки РАН. — 1992. — Т. 52 № 1. (6 с.)
- Описание локально биголоморфных автоморфизмов стандартных квадрик коразмерности 2 // Мат. сборник РАН. — 1993. — Т. 184, № 10. (52 с.)
- A Description Of Locally Biholomorphic Automorphisms Of Standard Quadrics Of Codimension Two // American Mathematical Society 1064-5616/95. (42 p.)
- Биголоморфные отображения некоторых поверхностей CR-размерности 1 в Cn+1 // Тез. докл. междунар. конф. по комплексному анализу и смежным вопросам. — Н.Новгород, 1997. (1 с.)
- О линейности автоморфизмов стандартных квадрик коразмерности m в Cn+m // Мат. заметки РАН. — 2003. — Т. 73, № 1. (5 с.)
- Linearity of Standard Quadrics of Codimension m in Cn+m // Mathematical Notes. — 2003. — № 1. (5 p.)
- О задаче Коши для уравнений и систем уравнений первого порядка с частными производными // Тр. науч. конф. учебно-научного инновационного комплекса «Модели, методы и программные средства». — ННГУ, 2007. (6 с.)
- О спектральном радиусе и резольвенте оператора Коши-Грина // Вестник ННГУ. — 2009. (7 с.)
- О линейной зависимости гладких функций на открытых подмножествах в R // Вестник ННГУ. — 2009. (12 с.)

Учебно-методические работы
- Введение в современные методы анализа : ч. 1 — Внешние формы : Метод. разраб. — Горький: ГГУ, 1987. — 20 с.
- Введение в современные методы анализа : ч. 2 — Векторные поля и дифференциальные формы : Метод. разраб. — Горький: ГГУ, 1988. — 20 с.
- Введение в теорию CR-функций : ч. 1 — касательные уравнения Коши-Римана : Метод. разраб. — Горький: ГГУ, 1988. — 14 с.
- Приведение эрмитовых билинейных и квадратичных форм к каноническому виду : Метод. разраб. — Горький: ГГУ, 1988. — 20 с.
- Признаки сходимости числовых рядов : Метод. разраб. — Горький: ГГУ, 1989. — 14 с.
- Упражнения по функциональному анализу : Учебное пособие. — Н.Новгород: ННГУ, 1992. — 76 с. (совм. с В. А. Калягиным, А. А. Рябининым, В. Н. Филипповым)
- Знакомство с математическими пакетами Maple V и Scientific Work Place // Учебно-методические материалы по программе повышения квалификации «Применение программных средств в научных исследованиях и преподавания математики и механики». — Н.Новгород: ННГУ, 2008. (90 с.)
- Лекции по обыкновенным дифференциальным уравнениям : Метод. разраб. для студентов ВШОПФ ННГУ. — 2009 (Электронная версия доступна на сайте ВШОПФ https://web.archive.org/web/20080626092137/http://www.vshopf.nnov.ru/subjects/difur.html; дата обращения 01.09.2011).